# Безалкохолно пиће
Безалкохолно пиће је пиће које обично садржи сода воду, заслађивач и природну или вјештачку арому. Заслађивач може бити шећер, високофруктозни кукурузни сируп, воћни сок, замјену за шећер (у дијеталним пићима) или нека комбинација ових. Безалкохолна пића такође садрже кофеин, боје, конзерванс и друге састојке.
Безалкохолна пића су супротност алкохолним пићима. Мале количине алкохола могу бити присутне у безалкохолним пићима, али та количина мора бити мања од 0,5% да би се пиће могло сматрати безалкохолним. Воћни сок, чај и друга слична пића су по дефиницији безалкохолна, али се обично не називају тако.